# 7669 Malše
7669 Malše là một tiểu hành tinh vành đai chính với chu kỳ quỹ đạo là 1692.4560137 ngày (4.63 năm).
Nó được phát hiện ngày 4 tháng 8 năm 1995.